# Oberleitungsbus Leipzig
Der Oberleitungsbus Leipzig war von 1938 bis 1975 Teil des öffentlichen Nahverkehrs der Städte Leipzig, Markkleeberg, Zwenkau und Markranstädt. Der Betrieb bestand aus drei Linien, den die Leipziger Verkehrsbetriebe (LVB) durchführten.

## Geschichte

### Vorgeschichte
Bereits im Juni 1912 fuhr in Leipzig der erste Oberleitungsbus, allerdings nur auf einer Vorführstrecke während der Elektrotechnischen Ausstellung auf dem Gelände der heutigen Arena Leipzig am Waldplatz. Der sächsische Ingenieur Max Schiemann und seine Gesellschaft für gleislose Bahnen stellten das Verkehrsmittel der Öffentlichkeit vor. Schiemann hatte bereits 1907 erfolglos für einen O-Bus-Betrieb in Leipzig geworben und auch die Ausstellung brachte nicht den gewünschten Vertrag mit der Stadt. Er schlug zwar 1914 den Bau einer Strecke von Oetzsch (heute Markkleeberg-Mitte genannt) nach Zwenkau vor, was jedoch als unrentabel abgelehnt wurde. Ein weiteres Angebot des Unternehmens Lloyd-Köhler aus Bremen, das eine Strecke vom Bahnhof Plagwitz über Saalfelder und Lützner Straße nach Markranstädt bauen wollte, wurde ebenfalls abgelehnt.

### Die ersten Jahre
Die Omnibus-Linie A, die zwischen Kleinzschocher und der Südvorstadt verkehrte und die fahrgastreichste Buslinie des Netzes war, sollten nach Planungen aus den 1920er Jahren schon ab 1929 durch eine Straßenbahnstrecke ersetzt werden, was zunächst wegen der Weltwirtschaftskrise nicht realisiert werden konnte. Aufgrund der Rüstungsplanungen wurden die Straßenbahnpläne Ende der 1930er Jahre aufgegeben und eine weniger materialintensive O-Bus-Linie geplant. So konnte der für Straßenbahngleise erforderliche Stahl für die Aufrüstung verwendet und dringend benötigter Kraftstoff eingespart werden. Diese Linie wurde am Gründungstag der Leipziger Verkehrsbetriebe, dem 29. Juli 1938, eröffnet.
Die bisherige Buslinie A vom „Adler“ (Antonien-/Dieskaustraße, Wendeschleife über Windorfer und Klarastraße) über den Schleußiger Weg und die Kronprinzstraße (heute Kurt-Eisner-Straße) bis zur Kreuzung Bayrische Straße (heute Arthur-Hoffmann-Straße) wurde vollständig elektrifiziert. Die Wagen verkehrten im Berufsverkehr alle 7½ Minuten, sonst alle 10 Minuten. Es gab acht Zwischenhaltestellen, die Fahrzeit über die Gesamtstrecke betrug zehn Minuten. Fünf O-Busse wurden beschafft und im Betriebshof Lindenau an der Lützner Straße untergestellt.
Eine teilweise einspurige Betriebsstrecke durch die Antonien-, Diezmann-, Thüringer und Saalfelder Straße verband den Betriebshof mit der Endstelle am Adler. Die Fahrleitungsanlage hatte die AEG ab dem Sommer 1937 gebaut. Da sich am Adler neben der O-Bus-Strecke zwei Straßenbahnlinien nebst Verbindungskurven kreuzten, musste hier eine komplizierte Fahrleitungsanordnung errichtet werden. Eine weitere Verbindungskurve der Straßenbahn wurde 1939 eingebaut, die die Anlage weiter verkomplizierte.
Bei der im Juli 1939 stattfindenden Landwirtschaftsausstellung im Volkspark Kleinzschocher musste die O-Bus-Linie durch 14 Omnibusse verstärkt werden, da die fünf vorhandenen O-Busse das Beförderungsaufkommen bei weitem nicht meistern konnten.

### Im Zweiten Weltkrieg
1940 plante man die Umstellung der Straßenbahnlinie 5 (Kleinzschocher – Schleußig – Beethovenstraße – Bayrischer Platz – Johannisplatz – Täubchenweg – Anger-Crottendorf) auf O-Bus-Betrieb. Vorgesehen war die Linienbezeichnung B. Aufgrund des Krieges wurden die Pläne bald auf eine Strecke von der Kronprinzstraße am Bayerischen Bahnhof vorbei zum Johannisplatz verkürzt. Am 17. November 1941 wurde allerdings zunächst aufgrund kriegsbedingten Treibstoffmangels ein Teil der Buslinie G (Lindenau–Markranstädt–Lützen) elektrifiziert und als zweite O-Bus-Linie in Betrieb genommen.
Vom Betriebshof an der Lützner Straße verkehrte nun außerhalb des Berufsverkehrs ein O-Bus bis zur Mühle in Miltitz (etwa in Höhe Lützner/Kiewer Straße). Im Berufsverkehr waren alle O-Busse auf der Linie A im Einsatz, sodass in dieser Zeit auf der Linie G nur Dieselbusse fahren konnten. Der restliche Abschnitt der Linie G von Miltitz bis Lützen wurde weiterhin mit einem Dieselbus bedient. Am 5. August 1942 wurde die Wendeschleife in Lindenau an der Plaut-/Demmeringstraße in Betrieb genommen und die Linie G im Westen bis Markranstädt Markt verlängert. Die Linie führte dabei nicht durch den Ort Miltitz, sondern auf der damaligen Reichsstraße 87 entlang, die damals südlich der heutigen Trasse geradlinig verlief.
Am 9. Dezember 1942 ging die Verlängerung der Linie A vom Adler durch die Antonien-, Gießer-, Naumburger, Saalfelder und Lützner Straße bis zur Plautstraße in Betrieb. Sie ersetzte einerseits die Betriebsstrecke durch die Diezmann- und Thüringer Straße, entlastete aber auch die Straßenbahn, da nun eine Querverbindung zur Verfügung stand, die Fahrten durch das Stadtzentrum abkürzten. Hierfür wurden vier weitere O-Busse sowie einige Beiwagen beschafft. Eine kurze Zweigstrecke zum Bahnhof Miltitz wurde am 12. April 1943 eröffnet. Im Berufsverkehr verkehrten einige bisherige Kurse der Linie A als Linie R vom Bahnhof Miltitz über Lindenau und Adler zur Endstelle Kronprinzstraße, ab Juni 1943 wurden diese Fahrten ebenfalls als Linie A bezeichnet.
Der Bauauftrag für die geplante Linie B von der Kronprinzstraße durch die Elisenstraße (heute Bernhard-Göring-Straße), Albert-, Nürnberger, Brüder- und Talstraße zum Johannisplatz mit dortiger Wendeschleife um die Johanniskirche erging am 19. Februar 1943 an die AEG. Eine Linie M war nun außerdem vom Johannisplatz über Täubchenweg und Anger-Crottendorf nach Mölkau geplant, sowie die Umstellung der Buslinie N (im Wiederitzscher Weg und der heutigen Max-Liebermann-Straße) auf O-Bus-Betrieb. Der Bau der Linie B wurde erst im Oktober 1943 begonnen. Da die AEG aus Arbeitskräftemangel nicht bauen konnte, begann die LVB in Eigenregie die Bauarbeiten an der Kronprinzstraße. Die Fahrleitungsmasten wurden auf der ganzen Strecke bis zum Johannisplatz aufgestellt. Material für die Fahrleitung stand jedoch nicht zur Verfügung. Darüber hinaus musste aufgrund von Schäden an den Fahrzeugen durch Überbeanspruchung am 28. November 1943 die Linie A zwischen Miltitz und Adler eingestellt werden.

### Zeit des Wiederaufbaues und der DDR

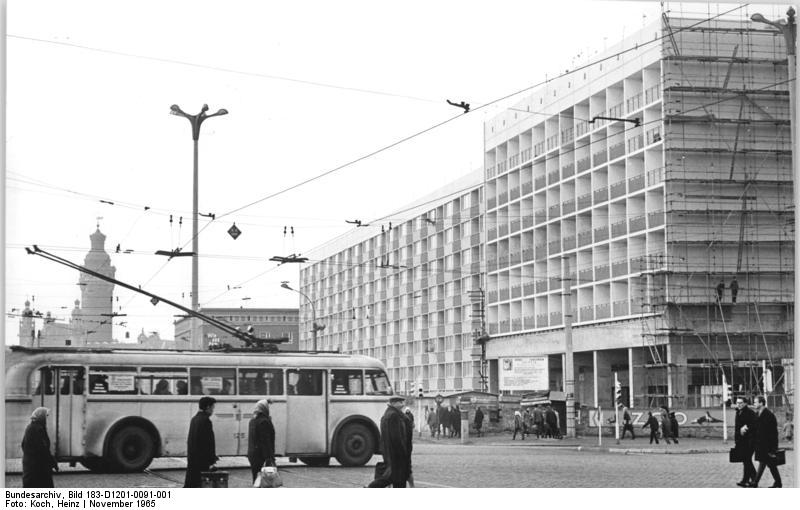
Obustriebwagen 128 (W 602 a) auf dem Bayrischen Platz, 1965

Nach mehreren kriegsbedingten Betriebseinstellungen konnte am 23. Mai 1945 die Linie A zwischen Adler und Kronprinzstraße wieder verkehren. Erst am 14. Oktober 1945 fuhr auch die Linie G nach Markranstädt wieder. Um Schienenmaterial zu gewinnen, plante man 1947 die Umstellung eines Teils der Straßenbahnlinie 6 vom Waldplatz nach Reudnitz auf O-Bus-Betrieb. Die Linie G sollte über Angerbrücke und Waldplatz verlängert werden und bis nach Anger-Crottendorf und Mölkau fahren. Die wirtschaftliche Situation ließ diese Maßnahme jedoch nicht zu.
Durch den Mangel an Reifen und Ersatzteilen musste der O-Bus-Betrieb auf der Linie A Ende der 1940er Jahre zeitweise eingestellt werden. Anfang 1950 wurden die Wendeschleifen in der Plaut-/Gröpplerstraße und am Adler abgebaut und eine neue Endstellenanlage zunächst nur für die Linie G am Bushof Lindenau in Betrieb genommen. Am 7. März 1950 konnte die Linie A vom Adler bis zur Arthur-Hoffmann-Straße wieder verkehren, ab 1. April des Jahres bis zum Bushof Lindenau. Am 1. März 1951 wurde auch die Zweigstrecke zum Bahnhof Miltitz wieder in Betrieb genommen. Eine neue Linie B fuhr von dort bis zur Endstelle Lindenau.
Auch die bereits in den Kriegsjahren geplante Verbindung zum Bayrischen Platz und weiter in Richtung Osten wurde nun wieder aufgegriffen. Man entschied sich jedoch für eine Linienführung durch die Arthur-Hoffmann-Straße und über Nürnberger Straße, Liebig- und Oststraße zur Lipsiusstraße. Bereits am 16. Dezember 1951 fuhr die A bis zum Ostplatz, ab dem 1. Mai 1953 bis zur Lipsiusstraße. Eine Linie AE verstärkte ab etwa November 1952 die Linie A im Berufsverkehr zwischen Bahnhof Plagwitz und Kurt-Eisner-/Arthur-Hoffmann-Straße. Aufgrund des Fahrzeugmangels durch die bereitzustellende Linie AE wurde ab dem 8. Dezember 1952 der Abschnitt der Linie A zwischen Kurt-Eisner-/Arthur-Hoffmann-Straße und Ostplatz zunächst nur außerhalb des Berufsverkehrs befahren. Mit der Eröffnung der Verlängerung zur Lipsiusstraße wurde im Berufsverkehr bis zum Ostplatz gefahren. Erst am 3. November 1958 konnte diese Beschränkung aufgehoben werden und die Linie A fuhr auch im Berufsverkehr bis zur Lipsiusstraße.
Als Ersatz für die zwischen Gaschwitz und Zwenkau stillgelegte Bahnstrecke Gaschwitz–Meuselwitz wurde am 20. Dezember 1956 eine neue O-Bus-Linie C eröffnet. Sie verkehrte von der Straßenbahn-Endstelle Markkleeberg-West bis zum Busbetriebshof in Zwenkau-Imnitz in geradliniger Streckenführung über die damalige Fernverkehrsstraße 2. Ab dem 1. Mai 1957 fuhr die Linie C über die Koburger, Brand-, Windscheid- und August-Bebel-Straße bis zur Kurt-Eisner-Straße und durch diese bis zur Endstelle an der Arthur-Hoffmann-Straße, wodurch eine Verbindung zum übrigen Netz hergestellt wurde. Die geplante Verlängerung zu den Böhlener Werken östlich von Zwenkau wurde nicht verwirklicht. 
Am 24. August 1958 wurde eine neue Verbindung von der Miltitzer Schulstraße vorbei am Friedhof zur neuen Fernverkehrsstraße 87 eröffnet, die von der nach Markranstädt verlängerten Linie B befahren wurde. Die Linie G wurde gleichzeitig eingestellt. Der Abschnitt in der Geschwister-Scholl-Straße (vormals Bahnhofstraße) zum Bahnhof Miltitz wurde abgebaut. Die Strecke auf der alten Fernverkehrsstraße 87 wurde im Zug ihrer Verlegung für den Braunkohletagebau ebenfalls stillgelegt, heute befindet sich hier der Kulkwitzer See.

### Stilllegung und Ende des O-Bus-Betriebes
1964 wurde die Streckenführung im Schleußiger Weg durch die neue Paußnitzbrücke begradigt und verkürzt. 1966 wurde jedoch die Einstellung des O-Bus-Betriebs beschlossen, da die Instandhaltung des Fahrleitungsnetzes und der Fahrzeuge zu kostspielig erschien. Ab dem 2. Januar 1967 verkehrten einige Kurse der Linie A mit Dieselbussen, am 31. März 1969 fuhr auf dieser Linie der letzte Obus.
Weiterhin elektrisch fuhr jedoch die Berufsverkehrslinie AE vom Bahnhof Plagwitz zum Ostplatz. Noch im Februar 1971 wurde die Wendeschleife am Ostplatz umgebaut. Danach wurde diese Wendeschleife durch die Straße »Vor dem Hospitaltore« und den Ostteil der Liebigstraße im Uhrzeigersinn befahren und ein Kreuzen der Straßenbahnstrecke in der Leninstraße war nicht mehr erforderlich. Am 24. März 1972 endete der elektrische Betrieb auf der Linie AE, am 1. Oktober 1972 wegen der Unterbrechung der F 2 zwischen Zöbigker und Zwenkau durch den Tagebau Zwenkau auch auf der nach dem 2. Mai 1972 nur noch bis zur Kurt-Eisner-/Kochstraße fahrenden Linie C nach Zwenkau. Als Ersatz für die Linie C wurde vom VEB Kraftverkehr Leipzig die neue Buslinie S-107 eingerichtet, die den Bergbaubereich über Markkleeberg-Großstädteln, Gaschwitz und Großdeuben umfuhr. Mit der Einstellung des elektrischen Betriebes auf der Linie AE wurden die LOWA-Beiwagenzüge ausgemustert, im Bestand blieben nur noch 8Tr und 9Tr. Eine wegen der deutlich längeren Fußwege insbesondere für die Mitarbeiter und Patienten des Universitätsklinikums an der Liebigstraße unangenehme Folge der Einstellung des O-Bus-Betriebes war die Verlegung der Linien A und AE aus der Liebig- in die Philipp-Rosenthal-Straße. Am 31. Mai 1975 verkehrten auch auf der Linie B nach Markranstädt die letzten O-Busse. Weil man den Aufwand für den Restbetrieb gering halten wollte und keine größeren Reparaturen an den O-Bussen mehr ausführte, wurde auch die Linie B zuletzt im Mischbetrieb mit Dieselbussen befahren. Am letzten Betriebstag waren noch vier O-Bus-Triebwagen einsatzfähig, der letzte einrückende war der Wagen 348, Typ 8Tr.

### Spätere Planungen
Im Oktober 2012 stellten die Leipziger Verkehrsbetriebe eine Studie zur Wiedereinführung einer O-Bus-Linie vor. Anhand von Simulationen für die aktuelle Buslinie 70 zwischen Markkleeberg Bf. und Mockau-West wurde unter anderem die Möglichkeit zur Mitbenutzung von Straßenbahn-Infrastruktur geprüft.

## Fahrzeuge
| Wagen-Nr.        | Baujahr | Hersteller Karosserie          | Hersteller Motoren | Merkmale                                                                                         | Verbleib |
| ---------------- | ------- | ------------------------------ | ------------------ | ------------------------------------------------------------------------------------------------ | --- |
| O-Bus-Triebwagen |         |                                |                    |                                                                                                  | |
| 101              | 1938    | Waggonfabrik Uerdingen         | Siemens-Schuckert  | Büssing-Fahrgestell, 33 Sitzplätze, 17 Stehplätze, ab 1945 nur noch für 12 Stehplätze zugelassen | 1964 nach Zwenkau, 1967 in 301 umbezeichnet, im Sommer 1967 ausgemustert |
| 102–105          | 1938    | Waggonfabrik Schumann (Werdau) | AEG                | wie Nr. 101                                                                                      | 1964 nach Zwenkau, 1967 in 302–305 umgezeichnet, im Sommer 1967 ausgemustert, 2004 Bergung des Wagens 104 aus der Waldsiedlung Wellaune (Dübener Heide) zum Erhalt im Straßenbahnmuseum Leipzig |
| 106–110          | 1942    | Waggonfabrik Schumann (Werdau) | AEG                | 33 Sitzplätze, 8 Stehplätze, ab 1945 für 17 Stehplätze zugelassen                                | Wagen 106 1962 ausgemustert, 107 1964, 108–110 nach Zwenkau, im Mai 1965 ausgemustert |
| 111              | 1942    | Waggonfabrik Schumann (Werdau) | Siemens-Schuckert  | wie 106–110                                                                                      | 1962 ausgemustert |
| 112–114          | 1944    | Waggonfabrik Schumann (Werdau) | Siemens-Schuckert  | 28 Sitzplätze, 17 Stehplätze                                                                     | erst ab 1949 im Einsatz, Wagen 112 1958 ausgemustert, 114 1960 ausgemustert, 113 Mai 1965 |
| 115–119          | 1950–52 | Waggonfabrik Schumann (Werdau) | Siemens-Schuckert  | 28 Sitzplätze, 28 Stehplätze                                                                     | Wagen 115 und 116 1960 ausgemustert, 117 1964, 118 und 119 Februar 1967 |
| 120–137          | 1952–56 | LOWA Werdau                    | LEW Hennigsdorf    | 28 Sitzplätze, 44 Stehplätze                                                                     | Wagen 129–137 in Zwenkau stationiert, Anfang 1967 in 320–337 umbezeichnet, 320–328 zwischen 1967 und 1972 ausgemustert, 329–337 1972 |
| 141–149          | 1958–59 | Škoda                          | Škoda              | 19 Sitzplätze, 61 Stehplätze, jedoch nur für 75 Personen zugelassen                              | 1967 in 341–349 umbezeichnet, Wagen 342 und 349 1971/72 ausgemustert, 341, 343 und 347 1973, 342 und 348 1974, 346 1975 |
| 150–156          | 1962–64 | Škoda                          | Škoda              | 23 Sitzplätze, für insgesamt 75 Personen zugelassen                                              | 1967 in 350–356 umbezeichnet, 350–353 1971 ausgemustert, 354–356 1975 |
| O-Bus-Beiwagen   |         |                                |                    |                                                                                                  | |
| 501–510          | 1941–42 | Waggonfabrik Schumann (Werdau) |                    | 33 Sitzplätze, 12 bis 26 Stehplätze                                                              | Wagen 501 Kriegsverlust, 1945 Wagen 509 abgestellt (später Wartehäuschen am Johannisplatz), November 1951 Wagen 502, 506, 507 nach Dresden (Wagen 507 1952 wieder zurück), Wagen 504, 508 und 510 1952 ausgemustert, Wagen 503, 505 und 507 mit Arbeitswagennummern 5381–5383 zu Unterkunftswagen für Fahrpersonal umgebaut |
| 511–515, 521–524 | 1943    | Waggonfabrik Schumann (Werdau) |                    | 25 Sitzplätze, 25 Stehplätze                                                                     | Winter 1945/46 Wagen 521 gestohlen, 1960–67 alle ausgemustert |
| 516–520, 525–530 | 1944    | Waggonfabrik Schumann (Werdau) |                    | 33 Sitzplätze, 18 Stehplätze                                                                     | 1945 Wagen 530 von der Besatzungsmacht beschlagnahmt, 1960–67 alle ausgemustert |
| 521II–522II      | 1951    | IFA-Werk Werdau                |                    | 31 Sitzplätze, 19 Stehplätze                                                                     | Wagen 522II vor 1967 ausgemustert, 1967 Wagen 521II in 450 umbezeichnet, 1969 ausgemustert |
| 531–549          | 1952–55 | Waggonbau Bautzen              |                    | wie Wagen 521II–522II                                                                            | 1967 in 431–449 umbezeichnet, 1969 ausgemustert |
| 601–606          | 1956    | Waggonbau Bautzen              |                    | 22 Sitzplätze, 10 Stehplätze                                                                     | 1958 in 401–406 umbezeichnet, Wagen 401, 403 und 405 1969 ausgemustert, Wagen 402, 404 und 406 1970 |
| 607              | 1957    | VEB Mähdrescherwerk Weimar     |                    | wie 601–606                                                                                      | 1958 in 407 umbezeichnet, 1970 ausgemustert |